# تویوربین
تویوربین (به لاتین: Tüyürbinə) یک منطقهٔ مسکونی در جمهوری آذربایجان است که در شهرستان زاقاتالا واقع شده‌است.